# Davide Giordano
Davide Giordano (Courmayeur, 22 marzo 1864 – Venezia, 1º febbraio 1954) è stato un chirurgo, storico e politico italiano.

## Biografia
Nacque da una famiglia valdese originaria di Torre Pellice, figlio di Giacomo e Susetta Hugon. Conseguita la licenza classica a Pinerolo (1881) si iscrisse alla Facoltà di Medicina e Chirurgia presso l'Università degli Studi di Torino. Si formò all'Ospedale Maggiore di San Giovanni Battista frequentando le divisioni chirurgiche dirette da Giacomo Filippo Novaro, Fedele Margary e Amedeo Caponotto e il laboratorio di patologia Edoardo Perroncito, emergendo come uno degli studenti più brillanti.
Si laureò nel 1887 discutendo con Pio Foà, Edoardo Perroncito e Antonio Carle un'originalissima tesi sull'etiopatogenesi dell'osteomielite. Poco dopo divenne chirurgo dell'ospedale valdese di Torre Pellice e medico condotto presso i comuni di Bobbio, Villar, Luserna San Giovanni, Angrogna e Rorà. Nel 1891 divenne assistente di Novaro presso la clinica chirurgica dell'Università di Bologna.
Nel 1894 vinse il concorso per la direzione degli ospedali di Venezia e curò particolarmente l'organizzazione e l'efficienza della divisione chirurgica del locale ospedale civile.
Fu una personalità scientifica di primo piano, le cui conoscenze spaziavano in tutti gli ambiti della chirurgia generale. Si occupò di interventi al sistema nervoso, addominali, maxillofacciali, urologici, ginecologici, ortopedici e contribuì alla ricerca scientifica attraverso numerose pubblicazioni, volumi e monografie, per un totale di oltre duecento lavori. A lui si deve la manovra semeiologica nota come "segno di Giordano".
Altro campo di interesse fu la storia della medicina. Fu tra i soci fondatori della Società italiana di storia critica delle scienze mediche e naturali (1907) - oggi Società Italiana di Storia della Medicina - e suo presidente dal 1923 al 1938.  Fu anche presidente dell'International Society for the History of Medicine (Società internazionale di storia della medicina) dal 1930 al 1936. Anche in questo ambito lasciò numerose pubblicazioni, tra cui le biografie di Giovanni Battista Morgagni e Leonardo Fioravanti.
Fu impegnato anche nella vita pubblica. Nazionalista, durante la grande guerra fu consulente chirurgo della 3ª Armata. Nel 1920, con Giovanni Battista Giuriati e Pietro Orsi, fondò il gruppo Alleanza Nazionale e nello stesso anno fu eletto sindaco di Venezia, carica che ricoprì sino al 1923, quando divenne commissario straordinario fino all'anno successivo. Fu inoltre consulente medico della Milizia Volontaria per la Sicurezza Nazionale e nel 1924 fu nominato senatore del Regno d'Italia. Dal 1927 fu commissario della Scuola superiore di economia dell'Università Ca' Foscari e nel 1931 fu nominato presidente del suo consiglio di amministrazione. Ebbe inoltre la presidenza dell'Istituto veneto di scienze, lettere ed arti (1930-1932).
Nel 1934 si ritirò dall'attività medica per limiti d'età.
Dopo la caduta del fascismo, fu sottoposto al giudizio dell'Alta Corte di Giustizia per le Sanzioni contro il Fascismo: deferito il 7 agosto 1944, venendo iscritto al II gruppo di imputazione (Presidenti di uffici e commissioni legislative dopo il 3 gennaio 1925), la procedura giudiziaria decadde 31 luglio 1945. Nel secondo dopoguerra i suoi trascorsi politici ne provocarono l'emarginazione dal mondo scientifico.

## Alcuni scritti
- Scritti e discorsi pertinenti alla storia della medicina e ad argomenti diversi. Con 91 illustrazioni nel testo, Edizioni della Rivista di Terapia Moderna e di Medicina pratica, Milano 1930, pp. 630